# Grand domestique
La fonction de grand domestique (en grec μέγας δομέστικος, mégas doméstikos) est une fonction militaire élevée dans l'Empire byzantin du XIe au XVe siècle, désignant le commandant en chef de l'armée byzantine, directement sous l'empereur. Elle évolue à partir de la précédente fonction, celle de domestique des Scholes, et finit par se classer parmi les dignités byzantines les plus élevées. Elle est par ailleurs adoptée par l'empire de Trébizonde.

## Histoire
Le titre de grand domestique apparaît pour la première fois au IXe siècle et dérive très probablement de celui de domestikos tōn scholōn (domestique des Scholes), avec addition de l'épithète megas pour souligner l'autorité suprême de son titulaire, suivant la pratique contemporaine attestée également pour d'autres titres. Les deux titres semblent coexister pendant un certain temps, avec « grand domestique » en variante exaltée du titre « domestique d'Orient / Occident », jusqu'au XIe siècle quand le premier se distingue et remplace le second pour désigner le commandant en chef. On trouve encore toutefois dans certaines sources un « grand domestique des Scholes » ou « de l'armée », ce qui crée une certaine confusion quant à savoir auquel des deux il est fait référence,. Pendant la plupart de la période à laquelle il est utilisé, il est par nature conféré à une seule personne. Cependant, la mention de « grands domestiques d'Orient / Occident » à la fin du XIIe siècle pourrait indiquer la résurgence de l'usage bien établi (comme pour le domestique des Scholes) consistant à diviser le commandement suprême entre Orient (Asie Mineure) et Occident (Balkans) ; par ailleurs, à la fin du XIVe siècle plusieurs personnes semblent le détenir simultanément, peut-être de manière collégiale,.

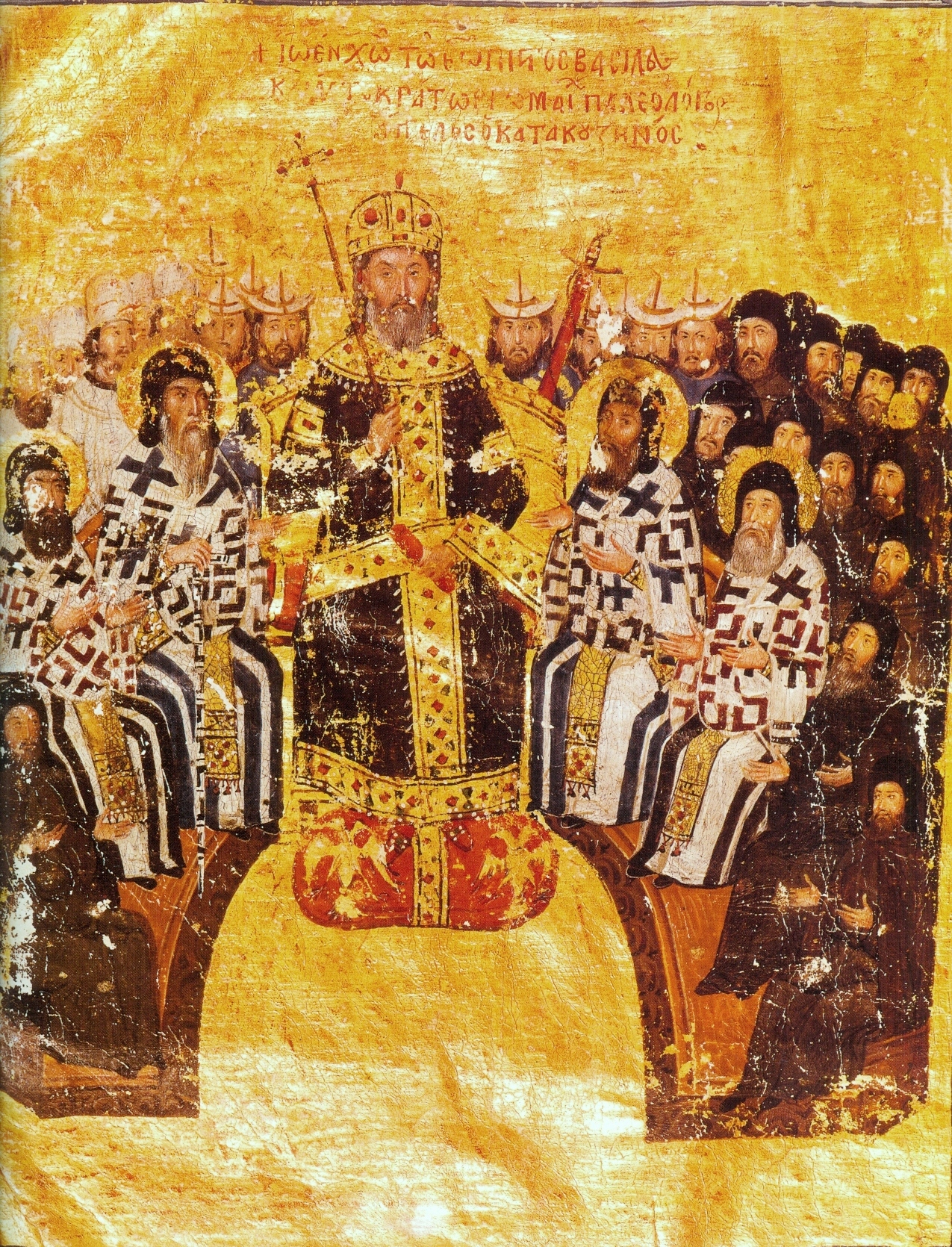
L'empereur Jean VI Cantacuzène exerce la fonction de grand domestique sous le règne de son ami proche, Andronic III Paléologue (Traités théologiques de Jean VI Cantacuzène).

Après la quatrième croisade, le titre semble être utilisé dans l'Empire latin et les autres États latins fondés en territoire byzantin comme équivalent grec de celui de « [grand] sénéchal ». Sous les Paléologue, le grand domestique est sans rival, si ce n'est l'empereur lorsqu'il mène l'armée en personne, auquel cas le premier remplit un rôle similaire à celui de chef de camp. Malgré sa nature purement militaire, le titre est aussi accordé à titre honorifique à des généraux et courtisans de haut rang, comme à Georges Muzalon ou au prince d'Achaïe Guillaume II de Villehardouin.
Son rang dans la hiérarchie de cour varie. Sous les Comnène, il suit directement les titres « impériaux » de Caesar, sebastokratōr et despotēs. Au XIIIe siècle, il s'élève ou descend selon le désir des empereurs d'honorer son titulaire, mais figure habituellement au septième rang, après le prōtovestiarios et le megas stratopedarchēs. Ce n'est qu'avec son octroi à Jean Cantacuzène dans les années 1320 qu'il se rétablit fermement comme le plus haut des titres non-impériaux, au quatrième rang. À toutes les époques, il est néanmoins considéré comme l'une des positions les plus importantes et les plus prestigieuses, et il est accordé soit à des membres de la dynastie régnante, soit à des parents proches du petit cercle de familles liées au clan impérial. Comme toutes les fonctions byzantines, celle de grand domestique n'est ni héréditaire ni transférable, et son octroi relève du seul empereur régnant. Enfin, selon le De Officiis du pseudo-Kodinos (milieu du XIVe siècle), certaines fonctions cérémoniales lui sont attachées,.
Le pseudo-Kodinos énumère par ailleurs ses insignes : un turban rouge et doré, avec un voile des mêmes couleurs en damier, ou un skaranikon des mêmes couleurs, bordé de perles et avec portrait de l'empereur couronné et flanqué d'anges, dans un cercle de perles à l'avant ; une riche tunique de soie, le kabbadion (en), tressée d'or ; un bâton dikanikion orné d'une alternance d'anneaux en or massif et en or tressé d'argent.

## Titulaires

### Empire byzantin
- Les personnages qui en réalité n'ont porté que le titre de domestique des Scholes mais qui sont qualifiés de grands domestiques à titre honorifique figurent dans des lignes grises.

| Nom                             | Mandat            | Nommé par                                         | Notes | Refs   |
| ------------------------------- | ----------------- | ------------------------------------------------- | --- | ------ |
| Galènos                         | IXe siècle        | ?                                                 | Uniquement connu par son sceau, qui mentionne ses titres de « primikērios, prōtovestiarios et megas domestikos impérial ». | [ 13 ] |
| Jean Comnène                    | 1057–1059         | Isaac Ier Comnène                                 | Frère cadet d'Isaac Ier, il est fait kouropalatēs et « grand domestique » par celui-ci. L'usage est visiblement un anachronisme des sources ultérieures, son vrai titre étant probablement celui de domestique des Scholes d'Occident. Le sceau d'un certain « Jean, nōbelissimos, prōtovestiarios et grand domestique des Scholes d'Orient » pourrait toutefois lui être attribuable. | [ 14 ] |
| Andronic Doukas                 | ca. 1072          | Michel VII Doukas                                 | Fils du Caesar Jean Doukas et cousin de Michel VII, il est nommé domestique des Scholes (« grand domestique » dans un document de 1073) pour contrer les tentatives de Romain IV Diogène de récupérer le trône. | [ 15 ] |
| Alexis Comnène                  | 1078–1081         | Nicéphore III Botaniatès                          | Neveu d'Isaac Ier, il est nommé domestique d'Occident pour lutter contre les révoltes de Nicéphore Bryenne et de Nicéphore Basilakios. En 1081, il dépose Nicéphore III et devient empereur jusqu'à sa mort en 1118. | [ 16 ] |
| Grégoire Pakourianos            | 1081–1086         | Alexis Ier Comnène                                | Nommé « grand domestique d'Occident » après l'accession d'Alexis au trône, il est tué lors d'une bataille en 1086. Rodolphe Guilland en fait le premier grand domestique officiel. | [ 17 ] |
| Adrien Comnène                  | 1086 – après 1095 | Alexis Ier Comnène                                | Frère cadet d'Alexis Ier, il succède à Pakourianos comme « grand domestique d'Occident » en 1086. | [ 18 ] |
| Jean Axouch                     | 1118–1150/1       | Jean II Comnène                                   | Turc capturé enfant lors du siège de Nicée et offert en compagnon d'enfance de Jean II, cet ami loyal, soldat et administrateur compétent devient grand domestique à l'accession au trône de Jean. Il le reste jusqu'à sa mort sous le règne de Manuel Ier. | [ 19 ] |
| Jean Comnène Vatatzès           | 1177/80–1183      | Manuel Ier Comnène                                | Neveu de Manuel Ier, il sert contre les Seldjoukides. Sous Alexis II Comnène, il est gouverneur du thème des Thracésiens. Il tente de s'opposer à l'accession au trône d'Andronic Ier Comnène et se rebelle contre lui, mais meurt de maladie. | [ 20 ] |
| Basile Vatatzès                 | ca. 1189–1193     | Isaac II Ange                                     | Marié à une nièce d'Isaac II, il sert comme domestique d'Orient puis comme « grand » domestique d'Occident. Selon Guilland, il n'est probablement pas un grand domestique au sens strict. | [ 20 ] |
| Alexis Gidos                    | ca. 1185–1194     | Isaac II Ange                                     | Il sert comme « grand » domestique d'Orient puis comme domestique d'Occident à côté de Basile Vatatzès. La même ambiguïté quant à son titre prévaut. | [ 21 ] |
| Andronic Paléologue             | ca. 1228–1248/52  | Théodore Ier Lascaris ou Jean III Doukas Vatatzès | Il est nommé grand domestique de l'empire de Nicée soit par Théodore Ier, soit par son successeur Jean II. Remplacé dans les faits comme commandant en chef par Théodore Philès, il est gouverneur de Thessalonique de sa conquête en 1246 jusqu'à sa mort entre 1248 et 1252. Il est le père de l'empereur Michel VIII Paléologue. | ,      |
| Nicéphore Tarchaniotès (en)     | ca. 1252–1254     | Jean III Doukas Vatatzès                          | Gendre d'Andronic Paléologue, il est à la mort de celui-ci epi tes trapezes et est promu grand domestique pour lui succéder. Il meurt en 1254. | ,      |
| Georges Muzalon                 | 1254–1256         | Théodore II Lascaris                              | Ami très proche et protégé de Théodore II, il est nommé grand domestique en 1254. Mais c'est l'empereur qui mène l'armée au combat, Muzalon restant à l'arrière comme régent. Il est en outre promu protosebastos, protovestiarios et megas stratopedarches en 1256. | ,      |
| Andronic Muzalon                | 1256–1258         | Théodore II Lascaris                              | Frère de Georges Muzalon, il lui succède en 1256. Il est tué avec ses autres frères en 1258 lors de la conspiration de Michel Paléologue, après la mort de Théodore II. | ,      |
| Jean Paléologue                 | 1258–1259         | Jean IV Lascaris (nominal)                        | Frère de Michel VIII, il devient grand domestique lorsque celui-ci devient régent de Jean IV, et est rapidement promu sebastokrator puis despote. Il reste un général actif presque jusqu'à la fin de sa vie et remporte plusieurs victoires pour son frère. | ,      |
| Alexis Strategopoulos           | 1259              | Michel VIII Paléologue                            | Général âgé, il tombe en disgrâce après une défaite en 1255. Il devient partisan de Michel, qui le nomme grand domestique peu après son couronnement en 1259. Grâce à ses succès contre le despotat d'Épire, il reçoit le titre de Caesar. Sa carrière est parsemée d'échecs et de périodes d'emprisonnement, mais le 25 juillet 1261, il dirige la reprise de Constantinople et la restauration de l'empire sous les Paléologue.                                                                 | ,      |
| Alexis Philès                   | 1259–1263/4       | Michel VIII Paléologue                            | Époux d'une nièce de Michel VIII, il est envoyé contre la principauté d'Achaïe mais est vaincu et capturé lors de la bataille de Makryplági ; il meurt en captivité. | ,      |
| Guillaume II de Villehardouin   | 1262              | Michel VIII Paléologue                            | Guillaume est prince d'Achaïe et est capturé lors de la bataille de Pélagonia en 1259. En 1262, il est relâché en échange de quelques forteresses et reçoit le titre (probablement honorifique) de grand domestique. À son retour, il renie toutefois son serment, relançant la guerre. | ,      |
| Michel Tarchaniotès             | 1272–1284         | Michel VIII Paléologue                            | Fils de la sœur aînée de Michel VIII, Marie, il fait campagne contre les Turcs en Asie Mineure en 1278, et remporte une victoire majeure contre les Angevins lors du siège de Berat en 1281. Il est tué lors du siège de Démétrias en 1284. | ,      |
| Théodore Comnène Ange           | ca. 1286          | Andronic II Paléologue                            | Gambros (lié par mariage) d'Andronic II, il est mentionné dans un document de la Théotokos du monastère de Lembos en 1286. | ,      |
| Syrgiannès                      | avant 1290        | Andronic II Paléologue                            | Couman, il entre au service de Byzance sous Jean III et est baptisé. Il épouse une nièce de Michel VIII et est le père de Syrgiannès Paléologue. | [ 39 ] |
| Jean Ange Sennacherim           | ca. 1296          | Andronic II Paléologue                            | Mentionné dans le contexte de préparatifs destinés à repousser une attaque vénitienne en juillet 1296. | ,      |
| Alexis Raoul                    | ?–1303            | Andronic II Paléologue                            | Commandant d'une flotte envoyée contre Démétrias en 1284, il devient grand domestique vers 1303, lorsqu'il est envoyé négocier contre des mercenaires alains révoltés, qui le tuent. | ,      |
| Jean Cantacuzène                | ca. 1325–1341/47  | Andronic II Paléologue                            | Ami très proche et collaborateur d'Andronic III, il est probablement élevé à cette position pendant la guerre civile (en) contre Andronic II. Afin de montrer ses faveurs, Andronic III l'élève à un rang encore plus haut, directement après celui de Caesar. Cantacuzène reste grand domestique jusqu'en 1341, lorsqu'il est proclamé empereur (ou techniquement jusqu'à son couronnement en 1347, à la suite de la victoire lors de la guerre civile contre les régents de Jean V Paléologue). | ,      |
| Stéphane Chrélès                | 1341–1342         | Jean VI Cantacuzène                               | Magnat et chef militaire serbe, il entretient d'étroites relations avec l'empire et soutient Jean Cantacuzène lors des premières années de la guerre civile. Il devient grand domestique, et Caesar par après. | ,      |
| Tarchaniotès                    | ?–1354 ou 1355    | Jean VI Cantacuzène                               | Tout ce que l'on sait est qu'il est assassiné le 2 novembre 1355 (ou 1354) à Constantinople. | [ 47 ] |
| Alexis Métochitès               | ca. 1355–1369     | Jean VI Cantacuzène et Jean V Paléologue          | Probablement un fils du megas logothetes Théodore Métochitès, il est mentionné comme grand domestique en 1356 ainsi que dans les années 1360, semblant détenir le titre avec d'autres personnes pendant cette période, ce qui suggère soit un titre honorifique (comme Guillaume de Villehardouin), soit une division Orient / Occident. | ,      |
| Alexis Atouemès                 | ca. 1357          | Jean V Paléologue                                 | Oncle de l'empereur, il est mentionné comme témoin du renouvellement du traité de paix avec Venise. | ,      |
| Démétrios Paléologue            | ca. 1357–1375     | Jean V Paléologue                                 | Apparenté à l'empereur, sa position exacte dans la famille est incertaine. Il est mentionné comme témoin du renouvellement du traité de paix avec Venise, et est encore mentionné comme grand domestique dans des actes de 1375. | ,      |
| Andronic Paléologue Cantacuzène | ca. 1437–1453     | Jean VIII Paléologue                              | Mentionné pour la première fois comme envoyé en mission diplomatique en Serbie en 1437, il est le frère de la despotesse de Serbie, Irène Cantacuzène. Il occupe le poste jusqu'à la chute de Constantinople en 1453. Il survit au sac de la capitale mais est exécuté par Mehmed II quelques jours plus tard, avec Loukas Notaras et d'autres notables. | ,      |

### Empire de Trébizonde
| Nom                  | Mandat            | Nommé par | Notes | Refs   |
| -------------------- | ----------------- | --------- | --- | ------ |
| Tzampas              | ?–1332            | ?         | On ne sait rien d'autre à son sujet que son exécution en septembre 1332 par Basile Ier, avec son père le megas doux Lékès Tzatzintzaios. | [ 55 ] |
| Léon Kabazitès       | 1344–janvier 1351 | Michel    | Protovestiarios et grand domestique, emprisonné après une rébellion contre Alexis III.                                                   | [ 56 ] |
| Grégoire Méitzomatès | 1345–1355         | Michel    | | [ 57 ] |